# Secret Story - Casa dos Segredos (2.ª edição)
Secret Story - Casa dos Segredos 2 foi a segunda temporada da versão em português do reality show Secret Story, baseado na versão original francesa. 
Esta edição foi a primeira apresentada por Teresa Guilherme, após Júlia Pinheiro regressar à SIC. O programa iniciou em 18 de setembro e terminou em 31 de dezembro de 2011, com duração de 105 dias. Foi transmitido pela TVI e produzido pela Endemol Portugal. Foi a última vez que a final aconteceu no Campo Pequeno, em Lisboa.

## Concorrentes
Nesta edição participaram 21 concorrentes.

### Bruna
Bruna tem 20 anos. Bruna e Cleide enfrentaram a votação do público para se tornar a última companheira de casa e uma toupeira para "The Voice". Ela perdeu a votação e não entrou na casa.

### Carlos
Tem 28 anos e é natural da Maia. Ele é cabeleireiro e é conhecido por suas inúmeras tatuagens. Ele tem um filho de 9 anos. Foi despejado no dia 50 com 50% dos votos do público contra João J. (27%) e Marco (23%).Segredo: Somos um casal falso (com Daniela S., descoberta).

### Cátia
Ela tem 22 anos e é natural de Portimão. Ela é uma auxiliar médica. Ela quer entrar no mundo da televisão. Segredo: trabalhei em um cabaré (descoberto)

### Cleide
Ela tem 23 anos e é natural de Barcelos. Ela é uma advogada estagiária. Ela também já fez alguns trabalhos de modelo e trabalhou como DJ. Segredo: sou cúmplice de "A Voz". (descoberto)

### Daniela P.
Ela tem 25 anos e é natural de Lisboa. Ela é cantora e atriz e já fez alguns trabalhos de modelo. Daniela P. também pratica artes marciais e joga futebol. Ela entrou como um casal com Pedro, mas eventualmente, eles se separaram dentro de casa. Segredo: Somos um casal de verdade. (com Pedro, descoberto)

### Daniela S.
Tem 33 anos é psicóloga e natural de Torres Vedras. Ela tem uma filha de 5 anos. Ela gosta de motocross e diz que seu principal objetivo é a vitória. Ela tem o registro atual da maioria dos segredos descobertos por um colega de casa na primeira e na segunda sessão (três segredos descobertos). Segredo: Somos um casal falso. (com Carlos, descoberto)

### Delphine
Ela tem 19 anos e é natural de Caminha. Ela dança hip hop e praticou balé por muitos anos, mas parou devido a uma lesão. Ela toca cinco instrumentos. Ela foi despejada no dia 8 com 70% dos votos para despejar. Segredo: estou estudando para ser freira.

### Fanny Rodrigues
Ela tem 19 anos e mora na Suíça. Ela é assistente de dentista. Ela gostaria de ser uma legista. Ela quer participar da aventura e do desafio. Segredo: sou uma consumidora compulsivo. (descoberto)

### Filipe
Tem 31 anos e é natural de Portalegre. Ele é advogado estagiário, mas gostava de ser escritor. Diz que tem um estilo de vida boêmio e pratica quatro esportes. Ele disse que tem dois desafios na casa: descobrir segredos e sobreviver a uma votação pública. Foi despejado no dia 15 com 45% dos votos do público para despejar Sónia e João F. Segredo: fui salvo por um milagre.

### João F.
Ele tem 26 anos e é natural de Valongo. Ele é um técnico de sistema de segurança. Gosta de ir à academia, nadar e praticar futebol. Ele gostaria de entrar no mundo da televisão. Entrou com a namorada, Sónia. Foi despejado no dia 29 com 61% dos votos do público contra João M.
Segredo : Somos um casal de verdade. (com a Sónia).

### João J.
Tem 26 anos e é natural de Proença-a-Nova. Ele é um comissário industrial na fábrica de granito e basalto de seu pai. Gosta de caçar e pescar, toca acordeão e dança folclore. Ele também gosta de ir à academia. Segredo: sou virgem (descoberta).

### João Mota
Ele tem 20 anos e é natural de Albufeira. Ele é um estudante de administração. Já foi vice-campeão nacional de Muay Thai. Ele vai à academia todos os dias e gosta de manter uma alimentação saudável. Segredo: fui vítima de violência doméstica. (descoberto)

### Marco Costa
Tem 21 anos e é natural da Amadora. Ele é um confeiteiro. Ele gosta de ir à academia e ao cinema. Ele foi automaticamente nomeado na semana 5 por seu comportamento agressivo. Entrou com a ex-namorada Susana. Ela havia terminado o relacionamento porque não queria ter filhos, um dos desejos de Marco. Segredo: somos um ex-casal. (com Susana, descoberta)

### Miguel
Ele tem 23 anos e é psicólogo. Ele diz que gosta de ir à academia duas vezes por dia. Ele gosta do visual e quer ser capa de uma revista de fitness. Segredo: sou filha / filho de um bispo

### Nádia
Ela tem 21 anos e é natural de Queluz. Ela era uma adolescente rebelde, mas mantinha um bom relacionamento com os pais. Ela disse que é manipuladora e uma boa jogadora. Ela caminhou no dia 10 porque sentia falta de seus amigos e familiares. Segredo: meu ex-namorado me pagou por sexo.

### Paulo
Ele tem 26 anos e é natural de Lisboa. Ele pratica jiu-jitsu. Ele se assume como líder e jogador. Na casa, ele é conhecido por suas travessuras. Segredo: matei um homem.

### Pedro
Ele tem 27 anos. Ele é funcionário de banco, barman e está estudando ciências do consumidor. Ele disse que foi diagnosticado com poliamor. Entrou com a namorada, Daniela P., mas terminaram o namoro em casa. Ele foi despejado no dia 36 com 37% dos votos do público contra Marco (31%), Carlos (26%) e Paulo (6%).Segredo : Somos um casal de verdade. (com Daniela P. )

### Ricardo
Ele tem 23 anos e é confeiteiro. Ele tem reggae e uma banda de rap. Ele quer ser psicólogo e sociólogo. Ele se considera um gigante (1,96m) de bom coração. Segredo: eu imagino a morte

### Sónia
Tem 29 anos e é natural de Vila Nova de Gaia. Ela é professora de História da Arte. Gostava de ser estilista e adora teatro, cinema, fotografia, música e pintura. Freqüentemente, pinte e fotografe. Ela gosta de acompanhar as novas tendências da moda. Seu maior sonho era morar na Itália. Segredo: Somos um casal de verdade. (com João F., descoberto)

### Susana
Ela tem 31 anos e é natural de Portimão. Ela é uma dançarina de strip-tease. Ela foi um soldado por 4 anos. Ela já fez muitas cirurgias plásticas e não se casa e não tem filhos. Ela terminou seu relacionamento com o ex-namorado, Marco, por causa disso. Ela entrou na casa com ele. Segredo: Somos um ex-casal (com Marco, descoberto).

### Teresa
Ela tem 21 anos e é natural de Coimbra. Ela é uma estudante de turismo. Ela trabalha à noite para poder pagar os estudos. Ela quer estar no programa por dinheiro, pois está com dificuldades financeiras. Ela foi despejada no dia 43 com 75% dos votos do público contra Daniela P. Segredo: fui abandonado pelos meus pais quando tinha 6 anos. (descoberto)

## Segredos
São 16 segredos na Casa para esta segunda temporada.
| Segredo                                            | Pessoa              | Descoberto por     | Descoberto em:      |
| -------------------------------------------------- | ------------------- | ------------------ | ------------------- |
| Somos um casal falso                               | Daniela S. & Carlos | Teresa             | Dia 24              |
| Meu ex está na casa                                | Susana e Marco      | Cleide             | Dia 19              |
| Somos um casal de verdade                          | Sonia e João F.     | Revelado por Sónia | Dia 6               |
| Somos um casal de verdade                          | Daniela P. e Pedro  | Marco              | Dia 40              |
| Eu sou o cúmplice da voz                           | Cleide              | Daniela S.         | Dia 52              |
| Eu matei um homem                                  | Paulo               | Não descoberto     | Dia de despejo 63   |
| Estou estudando para ser freira                    | Delphine            | Não descoberto     | Dia despejado 8     |
| Eu sou virgem                                      | João J.             | Daniela P.         | Dia 64              |
| Eu trabalhei em um cabaré                          | Cátia               | João M.            | Dia 95              |
| Eu fui salvo por um milagre                        | Filipe              | Não descoberto     | Dia 15 despejado    |
| Eu sou um consumidor compulsivo                    | Fanny Rodrigues     | Daniela S.         | Dia 94              |
| Eu sou filha / filho de um bispo                   | Miguel              | Daniela S.         | Dia 88              |
| Meu ex me pagou para fazer sexo com ele / ela      | Nádia               | Não descoberto     | Dia 10 de caminhada |
| Fui abandonado pelos meus pais aos 6 anos de idade | Teresa              | Paulo              | Dia 18              |
| Eu imagino a morte                                 | Ricardo             | Não descoberto     | Dia de despejo 63   |
| Fui vítima de violência doméstica                  | João Mota           | Marco              | Dia 88              |

## Tabela de nomeações
As nomeações seguem uma fórmula diferente da típica da franquia Big Brother. A cada semana, as nomeações se alternavam: os companheiros do sexo masculino nomeavam as companheiras da casa em uma semana e as companheiras da casa nomeavam os companheiros do sexo masculino na semana seguinte. Além disso, durante algumas semanas, ocorrem reviravoltas que afetam o procedimento de candidatura.
|            | Semana 1              | Semana 1               | Semana 2             | Semana 3              | Semana 4                | Semana 5                 | Semana 6             | Semana 7               | Semana 8                     | Semana 9               | Semana 10               | Semana 11           | Semana 12                | Semana 13            | Semana 14           | Semana 15 Final                        | Semana 15 Final                        |
| Dia 1      | Dia 3                 |                        | Semana 2             | Semana 3              | Semana 4                | Semana 5                 | Semana 6             | Semana 7               | Semana 8                     | Semana 9               | Semana 10               | Semana 11           | Semana 12                | Semana 13            | Semana 14           | Semana 15 Final                        | Semana 15 Final                        |
| ---------- | --------------------- | ---------------------- | -------------------- | --------------------- | ----------------------- | ------------------------ | -------------------- | ---------------------- | ---------------------------- | ---------------------- | ----------------------- | ------------------- | ------------------------ | -------------------- | ------------------- | -------------------------------------- | -------------------------------------- |
| João M.    | No Nomeações          | Cátia Nádia            | Não Elegivel         | Teresa Susana         | Não Elegivel            | Não Elegivel             | Teresa Daniela P.    | Não Elegivel           | Daniela P. Cleide Susana     | Não Elegivel           | Cátia Susana Daniela P. | Não Elegivel        | Daniela S. Cátia         | Não Elegivel         | Marco Daniela S.    | Vencedor (Dia 105)                     | Vencedor (Dia 105)                     |
| Cátia      | No Nomeações          | Não Elegivel           | Filipe João J.       | Não Elegivel          | Marco Paulo João F.     | Paulo Ricardo            | Não Elegivel         | Carlos Ricardo João J. | Não Elegivel                 | Paulo Ricardo João J.  | Não Elegivel            | Paulo João J.       | Não Elegivel             | Miguel João M.       | João M. Fanny       | 2.º Lugar (DIa 105)                    | 2.º Lugar (DIa 105)                    |
| Daniela S. | No Nomeações          | Não Elegivel           | Filipe João J.       | Não Elegivel          | João M. João F. Miguel  | Carlos Paulo             | Não Elegivel         | Carlos Miguel Marco    | Não Elegivel                 | Marco Miguel Paulo     | Imune                   | Paulo João M.       | Não Elegivel             | Miguel João M.       | Fanny João M.       | 3.º Lugar (Dia 105)                    | 3.º Lugar (Dia 105)                    |
| João J.    | No Nomeações          | Nádia Cátia            | Não Elegivel         | Teresa Cátia          | Não Elegivel            | Não Elegivel             | Teresa Daniela P.    | Não Elegivel           | Susana Daniela P. Cleide     | Não Elegivel           | Susana Cátia Fanny      | Não Elegivel        | Daniela P. Fanny         | Não Elegivel         | Cátia Fanny         | 4.º Lugar (DIa 105)                    | 4.º Lugar (DIa 105)                    |
| Marco      | No Nomeações          | Delphine Sónia         | Não Elegivel         | Sónia Cleide          | Não Elegivel            | Nomeado                  | Daniela S. Fanny     | Não Elegivel           | Daniela S. Fanny Cleide      | Não Elegivel           | Cátia Fanny Daniela P.  | Não Elegivel        | Fanny Daniela P.         | Não Elegivel         | Fanny João M.       | 5.º Lugar (DIa 105)                    | 5.º Lugar (DIa 105)                    |
| Fanny      | No Nomeações          | Não Elegivel           | Paulo Carlos         | Não Elegivel          | Marco Paulo Carlos      | Paulo Carlos             | Não Elegivel         | Carlos Marco João J.   | Não Elegivel                 | Marco Paulo Ricardo    | Não Elegivel            | Banned              | Não Elegivel             | Marco João J.        | Daniela S. Marco    | Expulso (DIa 99)                       | Expulso (DIa 99)                       |
| Miguel     | No Nomeações          | Nádia Daniela S.       | Não Elegivel         | Daniela S. Daniela P. | Não Elegivel            | Não Elegivel             | Teresa Daniela P.    | Não Elegivel           | Daniela P. Daniela S. Susana | Não Elegivel           | Daniela P. Susana Cátia | Não Elegivel        | Daniela P. Daniela S.    | Não Elegivel         | Expulso (DIa 92)    | Expulso (DIa 92)                       | Expulso (DIa 92)                       |
| Daniela P. | No Nomeações          | Não Elegivel           | Filipe João F.       | Não Elegivel          | João F. João M. Miguel  | Miguel João J.           | Não Elegivel         | Miguel João J. João M. | Não Elegivel                 | Miguel João M. João J. | Não Elegivel            | Miguel João J.      | Não Elegivel             | Expulso (DIa 85)     | Expulso (DIa 85)    | Expulso (DIa 85)                       | Expulso (DIa 85)                       |
| Paulo      | No Nomeações          | Cleide Cátia           | Não Elegivel         | Sónia Cleide          | Não Elegivel            | Não Elegivel             | Daniela S. Fanny     | Exempt                 | Daniela S. Cleide Fanny      | Não Elegivel           | Cátia Fanny Susana      | Não Elegivel        | Expulso (DIa 78)         | Expulso (DIa 78)     | Expulso (DIa 78)    | Expulso (DIa 78)                       | Expulso (DIa 78)                       |
| Susana     | No Nomeações          | Não Elegivel           | João F. Carlos       | Não Elegivel          | João F. João M. João J. | João M. Carlos           | Não Elegivel         | Carlos João J. João M. | Não Elegivel                 | Miguel Ricardo João M. | Não Elegivel            | Expulso (DIa 71)    | Expulso (DIa 71)         | Expulso (DIa 71)     | Expulso (DIa 71)    | Expulso (DIa 71)                       | Expulso (DIa 71)                       |
| Ricardo    | No Nomeações          | Cátia Delphine         | Não Elegivel         | Teresa Fanny          | Não Elegivel            | Não Elegivel             | Teresa Daniela P.    | Não Elegivel           | Susana Daniela S. Cleide     | Não Elegivel           | Expulso (DIa 64)        | Expulso (DIa 64)    | Expulso (DIa 64)         | Expulso (DIa 64)     | Expulso (DIa 64)    | Expulso (DIa 64)                       | Expulso (DIa 64)                       |
| Cleide     | Nomeado               | Não Elegivel           | Filipe Pedro         | Não Elegivel          | Marco Paulo Pedro       | Paulo Carlos             | Não Elegivel         | Marco João J. João M.  | Não Elegivel                 | Expulso (DIa 57)       | Expulso (DIa 57)        | Expulso (DIa 57)    | Expulso (DIa 57)         | Expulso (DIa 57)     | Expulso (DIa 57)    | Expulso (DIa 57)                       | Expulso (DIa 57)                       |
| Carlos     | No Nomeações          | Sónia Susana           | Não Elegivel         | Sónia Cleide          | Não Elegivel            | Não Elegivel             | Daniela S. Fanny     | Não Elegivel           | Expulso (DIa 50)             | Expulso (DIa 50)       | Expulso (DIa 50)        | Expulso (DIa 50)    | Expulso (DIa 50)         | Expulso (DIa 50)     | Expulso (DIa 50)    | Expulso (DIa 50)                       | Expulso (DIa 50)                       |
| Teresa     | No Nomeações          | Não Elegivel           | Filipe João F.       | Não Elegivel          | João F. João J. João M. | João J. Ricardo          | Não Elegivel         | Expulso (DIa 43)       | Expulso (DIa 43)             | Expulso (DIa 43)       | Expulso (DIa 43)        | Expulso (DIa 43)    | Expulso (DIa 43)         | Expulso (DIa 43)     | Expulso (DIa 43)    | Expulso (DIa 43)                       | Expulso (DIa 43)                       |
| Pedro      | No Nomeações          | Cleide Delphine        | Não Elegivel         | Sónia Cleide          | Não Elegivel            | Nomeado                  | Expulso (DIa 36)     | Expulso (DIa 36)       | Expulso (DIa 36)             | Expulso (DIa 36)       | Expulso (DIa 36)        | Expulso (DIa 36)    | Expulso (DIa 36)         | Expulso (DIa 36)     | Expulso (DIa 36)    | Expulso (DIa 36)                       | Expulso (DIa 36)                       |
| João F.    | No Nomeações          | Cleide Delphine        | Não Elegivel         | Teresa Daniela P.     | Não Elegivel            | Expulso (DIa 29)         | Expulso (DIa 29)     | Expulso (DIa 29)       | Expulso (DIa 29)             | Expulso (DIa 29)       | Expulso (DIa 29)        | Expulso (DIa 29)    | Expulso (DIa 29)         | Expulso (DIa 29)     | Expulso (DIa 29)    | Expulso (DIa 29)                       | Expulso (DIa 29)                       |
| Sónia      | No Nomeações          | Não Elegivel           | Nomeado              | Não Elegivel          | Expulso (DIa 22)        | Expulso (DIa 22)         | Expulso (DIa 22)     | Expulso (DIa 22)       | Expulso (DIa 22)             | Expulso (DIa 22)       | Expulso (DIa 22)        | Expulso (DIa 22)    | Expulso (DIa 22)         | Expulso (DIa 22)     | Expulso (DIa 22)    | Expulso (DIa 22)                       | Expulso (DIa 22)                       |
| Filipe     | No Nomeações          | Cátia Teresa           | Não Elegivel         | Expulso (DIa 15)      | Expulso (DIa 15)        | Expulso (DIa 15)         | Expulso (DIa 15)     | Expulso (DIa 15)       | Expulso (DIa 15)             | Expulso (DIa 15)       | Expulso (DIa 15)        | Expulso (DIa 15)    | Expulso (DIa 15)         | Expulso (DIa 15)     | Expulso (DIa 15)    | Expulso (DIa 15)                       | Expulso (DIa 15)                       |
| Nádia      | No Nomeações          | Não Elegivel           | Desistiu (DIa 10)    | Desistiu (DIa 10)     | Desistiu (DIa 10)       | Desistiu (DIa 10)        | Desistiu (DIa 10)    | Desistiu (DIa 10)      | Desistiu (DIa 10)            | Desistiu (DIa 10)      | Desistiu (DIa 10)       | Desistiu (DIa 10)   | Desistiu (DIa 10)        | Desistiu (DIa 10)    | Desistiu (DIa 10)   | Desistiu (DIa 10)                      | Desistiu (DIa 10)                      |
| Delphine   | No Nomeações          | Não Elegivel           | Expulso (DIa 8)      | Expulso (DIa 8)       | Expulso (DIa 8)         | Expulso (DIa 8)          | Expulso (DIa 8)      | Expulso (DIa 8)        | Expulso (DIa 8)              | Expulso (DIa 8)        | Expulso (DIa 8)         | Expulso (DIa 8)     | Expulso (DIa 8)          | Expulso (DIa 8)      | Expulso (DIa 8)     | Expulso (DIa 8)                        | Expulso (DIa 8)                        |
| Bruna      | Nomeado               | Expulso (DIa 1)        | Expulso (DIa 1)      | Expulso (DIa 1)       | Expulso (DIa 1)         | Expulso (DIa 1)          | Expulso (DIa 1)      | Expulso (DIa 1)        | Expulso (DIa 1)              | Expulso (DIa 1)        | Expulso (DIa 1)         | Expulso (DIa 1)     | Expulso (DIa 1)          | Expulso (DIa 1)      | Expulso (DIa 1)     | Expulso (DIa 1)                        | Expulso (DIa 1)                        |
|            |                       |                        |                      |                       |                         |                          |                      |                        |                              |                        |                         |                     |                          |                      |                     |                                        |                                        |
| Nomeados   | Bruna Cleide          | Cátia Delphine         | Filipe João F. Sónia | Cleide Sónia Teresa   | João F. João M.         | Carlos Marco Paulo Pedro | Daniela P. Teresa    | Carlos João J. Marco   | Cleide Daniela S. Susana     | Miguel Paulo Ricardo   | Cátia Susana            | João J. Paulo       | Daniela P. Daniela S.    | Miguel João M.       | Fanny João M.       | Cátia Daniela S. João J. João M. Marco | Cátia Daniela S. João J. João M. Marco |
| Notas      | 1                     | 2                      | 3, 4                 | 5                     | 6                       | 7                        | 8                    | 9, 10                  | 11                           | 12                     | 13                      | 14                  | 15                       | 16                   | 17                  | nenhum                                 | nenhum                                 |
| Desistiu   | nenhum                | nenhum                 | Nádia                | nenhum                | nenhum                  | nenhum                   | nenhum               | nenhum                 | nenhum                       | nenhum                 | nenhum                  | nenhum              | nenhum                   | nenhum               | nenhum              | nenhum                                 | nenhum                                 |
| Expulso    | Bruna 40% para entrar | Delphine 70% para sair | Filipe 45% para sair | Sónia 50% para sair   | João F. 61% para sair   | Pedro 37% para sair      | Teresa 75% para sair | Carlos 50% para sair   | Cleide 53% para sair         | Ricardo 51% para sair  | Susana 64% para sair    | Paulo 75% para sair | Daniela P. 72% para sair | Miguel 52% para sair | Fanny 89% para sair | Marco 7% Finalista                     | João J. 9% Finalista                   |
| Expulso    | Bruna 40% para entrar | Delphine 70% para sair | Filipe 45% para sair | Sónia 50% para sair   | João F. 61% para sair   | Pedro 37% para sair      | Teresa 75% para sair | Carlos 50% para sair   | Cleide 53% para sair         | Ricardo 51% para sair  | Susana 64% para sair    | Paulo 75% para sair | Daniela P. 72% para sair | Miguel 52% para sair | Fanny 89% para sair | Daniela S. 19% Finalista               | Cátia 28% Finalista                    |
| Expulso    | Bruna 40% para entrar | Delphine 70% para sair | Filipe 45% para sair | Sónia 50% para sair   | João F. 61% para sair   | Pedro 37% para sair      | Teresa 75% para sair | Carlos 50% para sair   | Cleide 53% para sair         | Ricardo 51% para sair  | Susana 64% para sair    | Paulo 75% para sair | Daniela P. 72% para sair | Miguel 52% para sair | Fanny 89% para sair | João M. 37% Finalista                  |                                        |

### Totais de nomeações recebidas
|            | Semana 1 | Semana 1 | Semana 2 | Semana 3 | Semana 4 | Semana 5 | Semana 6 | Semana 7 | Semana 8 | Semana 9 | Semana 10 | Semana 11 | Semana 12 | Semana 13 | Semana 14 | Final    | Total |
| ---------- | -------- | -------- | -------- | -------- | -------- | -------- | -------- | -------- | -------- | -------- | --------- | --------- | --------- | --------- | --------- | -------- | ----- |
| João M.    | –        | –        | 0        | –        | 4        | 1        | –        | 3        | –        | 2        | –         | 1         | –         | 2         | 3         | Vencedor | 16    |
| Cátia      | –        | 5        | –        | 1        | –        | –        | 0        | –        | 0        | –        | 5         | –         | 1         | –         | 1         | 2º Lugar | 13    |
| Daniela S. | –        | 1        | –        | 1        | –        | –        | 3        | –        | 4        | –        | –         | –         | 2         | –         | 2         | 3º Lugar | 13    |
| João J.    | –        | –        | 2        | –        | 2        | 2        | –        | 5        | –        | 2        | –         | 2         | –         | 1         | 0         | 4º Lugar | 16    |
| Marco      | –        | –        | 0        | –        | 3        | –        | –        | 3        | –        | 2        | –         | 0         | –         | 1         | 2         | 5º Lugar | 11    |
| Fanny      | –        | 0        | –        | 1        | –        | –        | 3        | –        | 2        | –        | 3         | –         | 2         | –         | 4         | Expulso  | 15    |
| Miguel     | –        | –        | 0        | –        | 2        | 1        | –        | 2        | –        | 3        | –         | 1         | –         | 2         | Expulso   | Expulso  | 11    |
| Daniela P. | –        | 0        | –        | 2        | –        | –        | 4        | –        | 3        | –        | 3         | –         | 3         | Expulso   | Expulso   | Expulso  | 15    |
| Paulo      | –        | –        | 1        | –        | 3        | 4        | –        | –        | –        | 3        | –         | 2         | Expulso   | Expulso   | Expulso   | Expulso  | 13    |
| Susana     | –        | 1        | –        | 1        | –        | –        | 0        | –        | 4        | –        | 4         | Expulso   | Expulso   | Expulso   | Expulso   | Expulso  | 10    |
| Ricardo    | –        | –        | 0        | –        | 0        | 2        | –        | 1        | –        | 3        | Expulso   | Expulso   | Expulso   | Expulso   | Expulso   | Expulso  | 6     |
| Cleide     | –        | 3        | –        | 4        | –        | –        | 0        | –        | 5        | Expulso  | Expulso   | Expulso   | Expulso   | Expulso   | Expulso   | Expulso  | 12    |
| Carlos     | –        | –        | 2        | –        | 1        | 4        | –        | 4        | Expulso  | Expulso  | Expulso   | Expulso   | Expulso   | Expulso   | Expulso   | Expulso  | 11    |
| Teresa     | –        | 1        | –        | 4        | –        | –        | 4        | Expulso  | Expulso  | Expulso  | Expulso   | Expulso   | Expulso   | Expulso   | Expulso   | Expulso  | 9     |
| Pedro      | –        | –        | 1        | –        | 1        | –        | Expulso  | Expulso  | Expulso  | Expulso  | Expulso   | Expulso   | Expulso   | Expulso   | Expulso   | Expulso  | 2     |
| João F.    | –        | –        | 3        | –        | 5        | Expulso  | Expulso  | Expulso  | Expulso  | Expulso  | Expulso   | Expulso   | Expulso   | Expulso   | Expulso   | Expulso  | 8     |
| Sónia      | –        | 2        | –        | 4        | Expulso  | Expulso  | Expulso  | Expulso  | Expulso  | Expulso  | Expulso   | Expulso   | Expulso   | Expulso   | Expulso   | Expulso  | 6     |
| Filipe     | –        | –        | 5        | Expulso  | Expulso  | Expulso  | Expulso  | Expulso  | Expulso  | Expulso  | Expulso   | Expulso   | Expulso   | Expulso   | Expulso   | Expulso  | 5     |
| Nádia      | –        | 3        | Desistiu | Desistiu | Desistiu | Desistiu | Desistiu | Desistiu | Desistiu | Desistiu | Desistiu  | Desistiu  | Desistiu  | Desistiu  | Desistiu  | Desistiu | 3     |
| Delphine   | –        | 4        | Expulso  | Expulso  | Expulso  | Expulso  | Expulso  | Expulso  | Expulso  | Expulso  | Expulso   | Expulso   | Expulso   | Expulso   | Expulso   | Expulso  | 4     |
| Bruna      | –        | Expulso  | Expulso  | Expulso  | Expulso  | Expulso  | Expulso  | Expulso  | Expulso  | Expulso  | Expulso   | Expulso   | Expulso   | Expulso   | Expulso   | Expulso  | 0     |

### Nomeações: Resultados
| Semanas   | Nomeado                                                                 |
| --------- | ----------------------------------------------------------------------- |
| Semana 1  | Bruna (40%), Cleide (60%)                                               |
| Semana 1  | Delphine (70%), Cátia (30%)                                             |
| Semana 2  | Filipe (45%), Sónia (38%), João F. (17%)                                |
| Semana 3  | Sónia (50%), Teresa (34%), Cleide (16%)                                 |
| Semana 4  | João F. (61%), João M. (39%)                                            |
| Semana 5  | Pedro (37%), Marco (31%), Carlos (26%), Paulo (6%)                      |
| Semana 6  | Teresa (75%), Daniela P. (25%)                                          |
| Semana 7  | Carlos (50%), João J. (27%), Marco (23%)                                |
| Semana 8  | Cleide (53%), Daniela S. (18%), Susana (29%)                            |
| Semana 9  | Ricardo (51%), Miguel (27%), Paulo (22%)                                |
| Semana 10 | Susana (64%), Cátia (36%)                                               |
| Semana 11 | Paulo (75%), João J. (25%)                                              |
| Semana 12 | Daniela P. (72%), Daniela S. (28%)                                      |
| Semana 13 | Miguel (52%), João M. (48%)                                             |
| Semana 14 | Fanny (89%), João M. (11%)                                              |
| Final     | João M. (37%), Cátia (28%), Daniela S. (19%), João J. (12%), Marco (7%) |

## Audiências
As Galas de expulsão aconteceram aos domingos.
| Galas         | Data           | Share | Rating | Posição no horário | Posição no dia |
| ------------- | -------------- | ----- | ------ | ------------------ | -------------- |
| Estreia       | 18 de setembro | 45,1% | 15,1   | 1.ª                | 1.ª            |
| 1.ª expulsão  | 25 de setembro | 39,0% | 11,6   | 1.ª                | 2.ª            |
| 2.ª expulsão  | 2 de outubro   | 37,0% | 12,4   | 1.ª                | 3.ª            |
| 3.ª expulsão  | 9 de outubro   | 38,6% | 12,6   | 1.ª                | 1.ª            |
| 4.ª expulsão  | 16 de outubro  | 39,8% | 13,7   | 1.ª                | 1.ª            |
| 5.ª expulsão  | 23 de outubro  | 39,2% | 12,7   | 1.ª                | 3.ª            |
| 6.ª expulsão  | 30 de outubro  | 37,3% | 10,6   | 1.ª                | 3.ª            |
| 7.ª expulsão  | 6 de novembro  | 39,0% | 12,9   | 1.ª                | 2.ª            |
| 8.ª expulsão  | 13 de novembro | 40,5% | 13,5   | 1.ª                | 1.ª            |
| 9.ª expulsão  | 20 de novembro | 41,6% | 14,6   | 1.ª                | 1.ª            |
| 10.ª expulsão | 27 de novembro | 42,7% | 14,6   | 1.ª                | 3.ª            |
| 11.ª expulsão | 4 de dezembro  | 44,1% | 15,1   | 1.ª                | 1.ª            |
| 12.ª expulsão | 11 de dezembro | 40,1% | 14,2   | 1.ª                | 1.ª            |
| 13.ª expulsão | 18 de dezembro | 42,7% | 14,3   | 1.ª                | 1.ª            |
| 14.ª expulsão | 25 de dezembro | 44,1% | 14,3   | 1.ª                | 1.ª            |
| Final         | 31 de dezembro | 55,0% | 14,3   | 1.ª                | 1.ª            |